# Oleno (Etolia)
Oleno (in greco antico: Ώλενος?, Olĕnus) fu un'antica città degli Etoli, assai per tempo distrutta dagli Eoli.
Era situata nei pressi di Neo-Peuron, e fu la sede principale del culto del Zeus cretese introdotto lì dai Cureti. Doveva essere ancora importante nel VII secolo a. C., tanto da essere menzionata in Omero, nel Catalogo delle navi (sotto il comando di Toante, le città etoliche di Pleurone, Oleno, Pilene, Calcide e Calidone fornirono 40 navi)..